# Danny McBride
Danny McBride, född 29 december 1976 i Statesboro i Georgia, är en amerikansk skådespelare, manusförfattare, filmproducent och komiker. Han har medverkat i bland annat Supersugen, Hot Rod, Pineapple Express och Tropic Thunder. 2009-2013 var han aktuell i TV-serien Eastbound & Down som han skrev, producerade och spelade huvudrollen i.

## Biografi

### Uppväxt
McBride föddes i Statesboro i Georgia. Hans mor och styvfar arbetade på Marine Corps Base Quantico som civilt stöd. På sin fars sida har McBride förfäder från County Tyrone, Nordirland. Hans mor utförde predikningar i kyrkan med hjälp av dockor och McBride har sagt att hans "intresse av att berätta historier kommer från henne". Han växte upp i Spotsylvania County, Virginia, där han tog examen från Courtland High School och gick sedan på North Carolina School of the Arts i Winston-Salem, North Carolina.

### Karriär
År 2006 spelade McBride Fred Simmons i lågbudget-komedin The Foot Fist Way, som han skrev tillsammans med sina ofta förekommande samarbetspartner Jody Hill och Ben Best. Han skrev och hade huvudrollen i HBOs originalkomediserie Eastbound & Down, (även den ett samarbete med Hill och Best), som Kenny Powers, en uppspolad tidigare Major League Baseball-spelare med ett hett temperament. Serien producerades av Gary Sanchez Productions, och pilotavsnittet hade premiär den 15 februari 2009, med gästspel från McBrides vanliga samarbetspartner Will Ferrell och Craig Robinson. Den 8 april 2009 meddelade HBO att de hade förnyat serien för en andra säsong. Den 2 juli 2012 förnyade HBO serien för en fjärde säsong.
I mars 2009 fick han, tack vare sin roll som Powers, ett erbjudande om att spela professionell baseball i Pensacola Pelicans, ett mindre lag i American Association of Independent Professional Baseball.
År 2012 spelade han titelrollen som roadie i Tenacious Ds musikvideo för "Roadie".

### Privatliv
McBride gifte sig med Gia Ruiz i oktober 2010 på Colony Palms Hotel i Palm Springs, Kalifornien, och fick en son, Declan, 2011.

## Filmografi

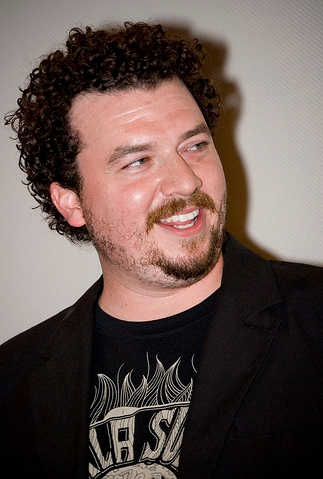
Danny McBride, mars 2009

| År   | Titel                 | Roll           | Notering                           |
| ---- | --------------------- | -------------- | ---------------------------------- |
| 2003 | All the Real Girls    | Bust-Ass       |                                    |
| 2006 | The Foot Fist Way     | Fred Simmons   | Manusförfattare                    |
| 2007 | Hot Rod               | Rico Brown     |                                    |
| 2007 | Supersugen            | Kompis på fest | Okrediterad                        |
| 2007 | The Heartbreak Kid    | Martin         |                                    |
| 2008 | Drillbit Taylor       | Don Armstrong  |                                    |
| 2008 | Pineapple Express     | Red            |                                    |
| 2008 | Tropic Thunder        | Cody Underwood |                                    |
| 2009 | Fanboys               | Säkerhetschef  | Okrediterad                        |
| 2009 | Observe and Report    | Vit pundare    |                                    |
| 2009 | Land of the Lost      | Will Stanton   |                                    |
| 2009 | Up in the Air         | Jim Miller     |                                    |
| 2010 | Dumma mej             | Fred McDade    | Röst                               |
| 2010 | Due Date              | Lonnie         |                                    |
| 2011 | Your Highness         | Thadeous       | Manusförfattare Exekutiv producent |
| 2011 | Kung Fu Panda 2       | Vargbossen     | Röst                               |
| 2011 | 30 Minutes or Less    | Dwayne King    |                                    |
| 2013 | As I Lay Dying        | Vernon Tull    |                                    |
| 2013 | This Is the End       | Danny McBride  |                                    |
| 2014 | Hell & Back           | Orpheus        | Röst                               |
| 2014 | Rock the Kasbah       |                |                                    |
| 2016 | The Angry Birds Movie | Bomb           | Röst                               |

| År        | Titel            | Roll              | Notering                                             |
| --------- | ---------------- | ----------------- | ---------------------------------------------------- |
| 2007      | Drunk History    | George Washington | Volym 3                                              |
| 2009–2013 | Eastbound & Down | Kenny Powers      | Skapare Manusförfattare Exekutiv producent Huvudroll |
| 2011      | Good Vibes       | Voneeta Teets     | Röst Huvudroll                                       |
| 2013      | Clear History    | Frank             | TV-film                                              |
| 2014      | Chozen           | Jimmy             | Röst Huvudroll                                       |

| År   | Titel                          | Roll         | Notering                       |
| ---- | ------------------------------ | ------------ | ------------------------------ |
| 2011 | Fight for Your Right Revisited | MCA          | Musikvideo                     |
| 2013 | YOLO                           | Knarklangare | Cameo Låt av The Lonely Island |
| 2013 | Grand Theft Auto V             | Duane Earl   | Röst Datorspel                 |